# Stratford (Nouvelle-Zélande)
Pour les articles homonymes, voir Stratford.
Stratford (en maori de Nouvelle-Zélande : Whakaahurangi) est située dans la région de Taranaki, sur l'île du Nord de la Nouvelle-Zélande. Elle est l'une des deux seules villes et le siège du district de Stratford, lui-même partagé entre les régions de Taranaki (63,13 % de sa superficie) et de Manawatu-Wanganui (31,87 %, dont la petite ville de Whangamomona). Elle abrite également le siège du Conseil régional de Taranaki.
Stratford se situe au pied du mont Taranaki/Egmont, à mi-chemin entre New Plymouth et Hawera et près du centre géographique de la région de Taranaki.
La ville compte 5 337 habitants et le district 8 892.

## Géographie
Le district de Stratford comprend environ un quart du territoire de la région de Taranaki, et inclut quatre traits géographiques importants : la face sud-est du mont Taranaki/Egmont, les plaines aux alentours, le bassin du Patea, et les collines de l'est.

## Histoire

### Whakaahurangi
Le nom maori pour Stratford est Whakaahurangi, signifiant « visage tourné vers le ciel ». Le nom vient de l'histoire d'une chef Patea appelée Ruapu-tahanga qui, à son retour d'une visite à Kawhia (en), s'installe pour la nuit près de ce qui est aujourd'hui la ville de Stratford. C'est une nuit claire, et Ruapu-tahanga s'endort en contemplant les étoiles. Ses compagnons se retirent en observant qu'elle dort « le visage tourné vers le ciel ».
Le site continue à être utilisé comme lieu de campement par les Maori, étant situé sur le chemin liant les iwi du sud de Taranaki à ceux du nord, et plus au nord encore, jusqu'à Kawhia. Chaque groupe de voyageurs se rappelait l'histoire de Ruapu-tahanga.

### Levé
Il n'y a aucun indice d'établissement maori dans la région de Stratford. Avant l'arrivée des colons britanniques la région était couverte de forêts denses et de marais. 
Les programmes de Julius Vogel des années 1870 aboutirent à la construction d'une ligne ferroviaire au sud de New Plymouth, et la création, en même temps, d'une route pour ouvrir la région à l'agriculture.
En 1876, Edwin Stanley Brookes (en), l'assistant-topographe du Taranaki Waste Lands Board, dessine une ligne méridienne de Waitara jusqu'au site de Stratford et s'occupe de la subdivision d'un bloc de terres entre les fleuves Manganui et Patea. Le relevé fait pour choisir le site d'une nouvelle ville est fait le 11 juin 1877. La partie nord (au nord de Patea) est sous la direction de William Skinner (en) ; une autre partie est faite par Peter Cheal (en) en 1879, et la partie sud de la ville est sujette à un levé de la part de Skinner en 1880.

### Nom
Le 3 décembre 1877 on adopte le nom de Stratford-upon-Patea, suggéré par William Crompton du Taranaki Waste Lands Board. Le nom est choisi à cause de la supposée similarité entre le Patea et l'Avon d'Angleterre, qui arrose Stratford-upon-Avon, lieu de naissance de William Shakespeare. Le lien avec Shakespeare mène les autorités communales de Stratford-upon-Patea à nommer 67 rues en l'honneur des personnages de 27 des pièces de théâtre de Shakespeare. Aujourd'hui le seul beffroi à glockenspiel de Nouvelle-Zélande joue la scène du balcon de Roméo et Juliette trois fois par jour.

### Colonisation
Stratford est formellement déclarée town en juin 1878 ; le 31 août 1878 on voit l'achat de 455 sections de terre. En 1881 la population était de 97 personnes, dont 56 hommes et 41 femmes, dans 22 maisons. Dix ans plus tard on y voit 342 personnes, et en 1896 1 256. Cette croissance continue jusqu'à la deuxième moitié et la fin du XXe siècle. La population était de 5 229 en 2001 et de 5 664 en 1996. Le recensement de 2006 y a compté 5 337 habitants.